# Buulaburte
Buulaburte (somaleză Buuloburde) sau Bulo Burti este un oraș din Somalia.